# Jesús Farga i Muntó
Jesús Farga i Muntó (Sanaüja, la Segarra, 1935 - Barcelona, 4 d'agost de 2011) va ser un empresari català, fundador i president de l'empresa de gelats i pastisseria Grup Farga-Farggi. L'any 2009 l'empresa tenia una facturació de més de 70 milions d'euros, 650 treballadors i 102 establiments distribuïts per Catalunya, resta d'Espanya, Portugal i Qatar. També va ser vicepresident del FC Barcelona encarregat del futbol base, i vicepresident de l'àrea institucional de la Federació Catalana de Futbol.

## Biografia
Nascut a Sanaüja i format com a pastisser a Lleida i com a pèrit a Manresa, quan tenia 20 anys va abandonar el negoci familiar dels pares, de pastisseria i ultramarins, i va traslladar-se a Barcelona on l'any 1957 va iniciar el negoci al capdavant de la pastisseria Farga del carrer Gran de Gràcia. Posteriorment va crear una xarxa de pastisseries i un petit negoci de gelats i pastissos congelats que distribuïa als restaurants més importants de Barcelona.
Animat per un dels seus fills, va fer una aproximació a l'empresa de gelats americana Häagen Dazs per importar-ne els productes, però no el van escoltar i llavors va decidir crear la seva pròpia marca de gelats. L'any 1991, després d'investigar durant sis mesos la fórmula de gelat sense aire elaborat amb productes naturals, i de rebre l'ajuda d'un tècnic americà, va crear la marca Farggi. El nom de la marca va sorgir en un viatge a Itàlia, quan els seus amics li deien fent broma il commendatore Farggi. La fabricació de gelats va esdevenir la seva passió i el motor del negoci.
El grup va anar incrementant la seva capacitat de fabricació i l'any 2008 va comprar a Unilever la planta productiva de Frigo situada al districte 22@ de Barcelona, en una adquisició avalada per la Generalitat que va evitar 80 acomiadaments. Aquesta planta es convertí en el quarter general del grup Farga-Farggi.
També va ser vicepresident del FC Barcelona encarregat del futbol base, durant la presidència de Joan Gaspart (2000-2003), agafant el relleu del directiu Josep Mussons que havia realitzat aquesta tasca durant la presidència de Núñez. Posteriorment fou vicepresident de la Federació Catalana de Futbol.
Casat amb Maria Magdalena Bertrán, varen tenir 4 fills, Eduard, Lluís, Marga i Elena, implicats en diverses àrees de l'empresa. Va morir a Barcelona el 4 d'agost de 2011 i el seu funeral se celebrà el 6 d'agost a l'església de Sant Vicenç de Sarrià. En honor seu el FC Barcelona va guardar un minut de silenci en un partit jugat el 6 d'agost al Cowboys Stadium de Dallas.
El 2012 fou condecorat a títol pòstum amb la Medalla al treball President Macià de la Generalitat de Catalunya.